# Hainesburg
Hainesburg es un lugar designado por el censo ubicado en el condado de Bergen en el estado estadounidense de Nueva Jersey. En el año 2010 tenía una población de 91 habitantes.

## Geografía
Hainesburg se encuentra ubicado en las coordenadas 40°57′17.34″N 75°3′40.67″O / 40.9548167, -75.0612972.